# Мирджавадов, Джавад Мирхашим оглы
Джавад Мирджавадов (азерб. Cavad Mirhaşım oğlu Mircavadov; 19 января 1923, Баку — 24 июня 1992, Тирасполь, Приднестровская Молдавская Республика/Молдова) — азербайджанский художник, Заслуженный деятель искусств Азербайджанской ССР (1988). После смерти художника индивидуальные выставки были организованы во многих зарубежных странах. Его работы хранятся в Национальном художественном музее Азербайджана, Азербайджанской государственной художественной галерее, Московском музее народов Востока, а также во многих частных галереях и коллекциях. В настоящее время[когда?] в фонде Азербайджанской государственной художественной галереи хранятся 17 работ Джавада Мирджавадова.
Джавад Мирджавадов назван основоположником современной азербайджанской живописи в аннотации индивидуальной выставки художника, организованной в 1989 году в Музее народов Востока в Москве.

## Биография
Джавад Мирджавадов родился 19 января 1923 года в Баку. Детство провел в селе Фатмаи Баку. В 1938 году, когда ему было 15 лет, он устроился на работу в кинотеатр «Азербайджан» к плакатисту Зарубину. Всю работу над афишей главный художник кинотеатра поручает ему. Проработав здесь 1 год, он был арестован на 6 месяцев за опоздание на работу и отправлен в тюрьму Баил.
В 1941-1949 годах Мирджавадов получил первое живописное образование в художественной школе в Баку. Еще учась в школе, ему попалась книга произведений Поля Сезанна, а после завершения учебы там в 1949 году он уехал в Ленинград, чтобы посмотреть работы Сезанна в Эрмитаже. В 1949-1954 годах жил в Ленинграде и работал сотрудником Государственного Эрмитажа. Его целью было ознакомление с картинами, выставленными в Эрмитаже. С этой целью художник работает здесь 5 лет. В то же время молодой художник часто бывал в Москве и имел возможность познакомиться с некоторыми великими советскими художниками, последователями Сезанна в юности. Одним из таких художников был Петр Петрович Кончаловский, основавший «Бубновый валет» и художественное объединение.
Вернувшись в Баку из Ленинграда в 1954 году, он в течение 10 лет начал использовать в своих экспериментах нетрадиционные для изобразительного искусства материалы - металл, камень, песок, битум, смолу и цемент. Позже художник вместе с друзьями отправился в Гобустан и некоторое время работал здесь. Проведя затворнический образ жизни в Бузовне в течение 10 лет, Мирджавадов вернулся в Баку в 1966 году.
Он женился на Любовь Мирджавадовой, и у пары родился сын Хазри.
Джавад Мирджавадов был поклонником Габриэля Гарсиа Маркеса. «Сто лет одиночества» и «Монтанские эссе» были книгами, которые он перечитывал снова и снова. Об этом рассказывает жена художника в своих воспоминаниях о нем:
"Это был 1987 год. Мы сидели дома. Нам позвонили из Варшавы. Звонил Чингиз Айтматов. Поскольку Джавад был не в добром здравии, ответил я. Чингиз сказал, что в ближайшие дни Маркес приедут в Варшаву, а оттуда они вместе полетят в Москву: «Приходи и ты, я там встречу Джавада Маркеса».
«Чингиз знал любовь Джавада к Маркесу, их творческий мир был одинаковым, они оба создавали мифические образы».
«Я объяснил, что у него плохое здоровье, поэтому мы не сможем приехать. Джавад решил послать ему картину, хотя ему не посчастливилось встретить любимого писателя, но он это сделал.

Еще одну картину под названием «Огонь» купил писатель Артур Миллер.
В 1992 году он умер во время поездки в поезде Копенгаген-Москва.
Он брат художника Тофиг Джавадова.

## Творчество
Джавад Мирджавадов многими признан основоположником современного направления в азербайджанской живописи. Этот художник является одним из самых ярких новаторов азербайджанской школы живописи.
Самая ранняя картина Джавада Мирджавадова датирована 1967 годом. Название этой работы – «Хищник». Перед нами овца с подвернутыми ногами, брошенная на спину, а рядом — какое-то существо с белыми зубами и мешкообразным телом. Здесь отчетливо виден аллегорический подход художника к изображаемому им обществу и окружающей его среде.
Решение художника вернуться в Баку из Бузовны считается началом нового этапа в его живописи. Тем не менее, те немногие работы, которые он написал в Бузовне, занимают важное место в творчестве Мирджавадова. Эти работы представляли собой в основном образцы графики, изображенной на бумаге. Некоторые из них были выполнены чернильной ручкой, некоторые – черной. Известный кыргызский писатель Чингиз Айтматов сказал о графических работах художника:
Мирджавадов драматизировал черта в своих произведениях, изобразил его в сильном и неповторимом масштабе.В результате своих исследований Джавад не только определил силуэт, но и сумел отделить цвет от формы, что придало его произведениям необычный вид. выделял необходимое пространство.В своих работах ему удавалось описывать предметы и фигуры так, как будто они выходят из холста, создавая объем.В то же время он требовал иных форм и дистанций искусства.Уникальной модуляции красок он б.у. существует в самой природе. Понятно, что он выходит за рамки закона, пространства и границ"
Поскольку художник в те годы активно занимался искусством скульптуры, в его картинах можно увидеть отражение «объемно-пластического» анализа предметов. Графические работы: «Голубая композиция», 1957, (100х80 см), «Мистика» 1960, (200х150 см), «Эскиз для скульптуры» 1958, (150х150 см), «Нотр-Дам», 1958, (280х180 см). Примерами могут служить такие картины, как «Техно-эротика» 1958 г., (45х45 см), «Вьючная лошадь» 1959 г., (100х80 см), «Физиологическое намерение», 1959 г., (40х30 см), «Строение тела», 1960 г. (200х160 см).
Созданные совершенно интуитивно и инстинктивно «забавные образы» Мирджавадова составляют единое целое в рамках его собственной системы ценностей.
Его образы – это прежде всего образ великана, великана, похожего на человека. Художник придал этим понятиям смысл, соответствующий их собственному миру, в отличие от традиционной мифологии. Образ «великана» он описывал как доброжелательно-жестокий, жестокий, храбрый, а иногда и трусливый. Художник создавал произведения, сочетая в себе все низкие и безобразные стороны, которые могут быть в человеке, оставаясь верным своему личному пониманию. Когда композиции, созданные с образом «Дивы», анализируются с разных сторон, то видно, что их описывают как безнравственные игры и пустые развлечения. В своих произведениях Джавад описывал гуманных, жестоких, чувственных и слепо могущественных «дивов» как животных. «Проделки великанов» (1980, 220х240 см), «Арена» (1981, 220х260 см), «Страсти» (1983, 160х200 см), «Диалог со смертью» (1976, 100х80 см), «Ураган» ( 1984, 300х400 см) картины являются произведениями такого рода.
Еще один устойчивый образ в творчестве Дж. Мирджавадова – женщина. Здесь женщина описывается как доброжелательная, терпеливая, красивая, умная и чувствительная. «Свадьба» (1973, 130х180 см), «Шаманка» (1983, 70х80 см), «В тишине и прохладе» (1984, 80х60 см), «Обнаженная женщина» (1984, 90х70 см), «Девушка с ирисом». (1986) «Лежащая женщина» (1987, 100х120 см), «Свет надежды» (1982, 200х250 см) и многие другие работы представляют женские образы в различных проявлениях.
В некоторых своих работах он умело использовал каждый раз одну и ту же схему и цвета по содержанию и передал повествование о каком-либо жизненном или текущем событии. Например, работы «Шубанада» (1984, 75х80 см) и «Нахир» (1986, 60х80 см), несколько композиций, таких как «На верблюде», относятся к этому жанру.
Есть работы Джавада Мирджавадова, над которыми художник работал несколько лет. В своей работе «Панорама единства многообразия» (1985-1987) художник на примере лиц, принадлежащих разным народам и племенам, пытался показать, что человечество отягощено общими проблемами и дефектами. В цикл таких произведений входят «Гимн века» и «Импровизация на тему восточной миниатюры». Из серии «Импровизация на восточных миниатюрах» — «Всадники» (1984), «Лут-урьян» (1984), «Солнечный всадник» (1984), «Во дворце» (1985), а также «Прогулка» ( 1981), «Детская» «коляска» (1985) также созданы в этом стиле.
Две работы занимают особое место в творчестве художника. Это картины «Тайная ночь» (1982) и «Свет надежды» (1982).
Известный советский искусствовед, автор многих работ по истории русского и европейского искусства М.В. Алпатов писал о Мирджавадове: «Мирджавадов — художник огромной силы и великого дыхания. В его работах нет заученного метода».

## Выставки
Хотя Джавад Мирджавадов был принят в члены Союза художников СССР в 1975 году, советские художественные учреждения объявили его персоной нон грата, и эта ситуация не изменилась в последующие годы. Хотя Мирджавадов время от времени выступал с инициативой проведения индивидуальной выставки в государственных учреждениях, таких как Министерство культуры, ЦК Компартии Азербайджана и даже в Союзе художников, художнику каждый раз отказывали.
В 1987 году в зале имени Ваджихи Самадова состоялась первая выставка художника. Следующая выставка состоялась в Москве. В 1991 году прошли персональные выставки в Копенгагене. Джавад Мирджавадов назван основоположником современной азербайджанской живописи в аннотации индивидуальной выставки художника, организованной в 1989 году в Музее народов Востока в Москве.
В 1999 году в каталоге персональной выставки Джавада в датском музее «Хёрнинг» профессор Тедди Брунис, доктор философских наук, в своей статье «Шаман современного искусства» пишет:
“Он напоминал того благородного волка с более седыми волосами. Тема творчества, рожденная твердыми и крепкими красками кисти Джавада, свидетеля веков, не знала границ.”
Торбен Тутусен, художественный руководитель музея «Хёрнинг» (Дания), сказал на открытии выставки:
“Джавад Мирджавадов был представителем поколения художников, которые в советское время постоянно конфликтовали с властью. В своем творчестве Джавад постоянно проникает в публику и затрагивает религиозные и запретные темы. Изображая на своем полотне человеческие и биологические явления, Джавад спровоцировал его поставить перед собой вопрос человеческого существования. У Джавада есть работы, сочетающие в себе такие сумасшедшие мотивы в его сверхэкспрессивном стиле.”
После смерти художника индивидуальные выставки были организованы во многих зарубежных странах. Его работы хранятся в Национальном художественном музее Азербайджана, Азербайджанской государственной художественной галерее, Московском музее народов Востока, а также во многих частных галереях и коллекциях.
В 2013 году работа Джавада Мирджавадова «Путешествие в Мекку» из серии «Импровизация восточных миниатюр» была продана на знаменитом аукционе «Сотбис». Цена работы была определена в размере 80–112 тысяч долларов США. Работа 1985-86 годов была отобрана из личной коллекции скандинавского коллекционера.
Кроме того, в 2013 году в Национальном художественном музее при организации Министерства культуры и туризма прошла 90-летняя выставка художника. В настоящее время в фонде Азербайджанской государственной художественной галереи хранятся 17 работ Джавада Мирджавадова.

## Награды
- Заслуженный деятель искусств Азербайджанской ССР — 1988 г.